# Marzocca (Senigallia)
Marzocca è una frazione del comune di Senigallia in provincia di Ancona, nelle Marche. È conosciuta prevalentemente come centro balneare.

## Geografia fisica
Marzocca sorge sulla costa adriatica al confine con il comune di Montemarciano e la frazione di Montignano, pure appartenente al comune di Senigallia. La spiaggia, che dal 1996 ininterrottamente gode del riconoscimento di Bandiera Blu, è prevalentemente ghiaiosa con fondale sabbioso.

## Storia
Sino al XIV secolo, l'area occupata dal centro abitato di Marzocca era lambita dal mare, che si insinuava fino alla Rocca Roveresca e alla zona delle Saline. Sulla spiaggia di Marzocchetta c’erano laghi di acqua salmastra e una stazione di posta, adibita al cambio dei cavalli, che - come si legge tuttora - era ospitata in una "Casa antichissima eretta nell’anno 1301 riedificata dalle fondamenta l’anno del signore 1766".  
Ai primi del Novecento, l'area era frequentata prevalentemente dagli allevatori che vi portavano le pecore al pascolo. L'attività prevalente era comunque la pesca, in particolare delle vongole, per il trasporto delle quali verso Roma, Torino e Napoli la stazione ferroviaria di Marzocca prevedeva un’apposita fermata giornaliera. La flottiglia comprendeva una ventina di trabaccoli a vela latina.
Nel 1918 durante la Prima guerra mondiale, truppe d'assalto austriache effettuarono uno sbarco sulla riviera di Marzocca, allo scopo di sottrarre o distruggere i MAS custoditi nella base del Lazzaretto di Ancona. Il piano fu sventato grazie all'intervento di due finanzieri.
Lo sviluppo turistico della località è ascrivibile al conte Giovanni Fiorenzi da Osimo che nel 1930 si trasferì nella zona e diede impulso allo sviluppo di un insediamento turistico tramite la realizzazione di villini a un piano, che furono inizialmente acquistati da romani, milanesi e perugini. In seguito Marzocca è diventata la frazione più popolosa del Comune di Senigallia.

## Monumenti e luoghi di interesse
Sul lungomare di Marzocca si trovano la statua della Madonna del Pescatore, un busto in onore di Ubaldo Fiorenzi e un monumento celebrativo dei finanzieri che sventarono il tentativo di sbarco delle truppe austriache. 

## Società

### Tradizioni e folclore
In onore del santo patrono Antonio di Padova, a giugno si svolge una processione sul mare: la statua del santo viene portata su una barca, mentre i fedeli ne seguono il percorso lungo la spiaggia. Il 15 agosto viene celebrata una messa in prossimità della statua della Madonna del Pescatore.
Trattandosi di una località balneare, in inverno non è molto popolata, come accade per molte altre località marittime; è più popolosa nel periodo estivo.

## Infrastrutture e trasporti
La fermata ferroviaria di Marzocca, lungo la linea Bologna-Ancona, fu attivata il 15 giugno 1916, inizialmente solo per il servizio estivo. Dispone di due binari passanti ed è servita da treni regionali e regionali veloci.